# Hotel Ochsen

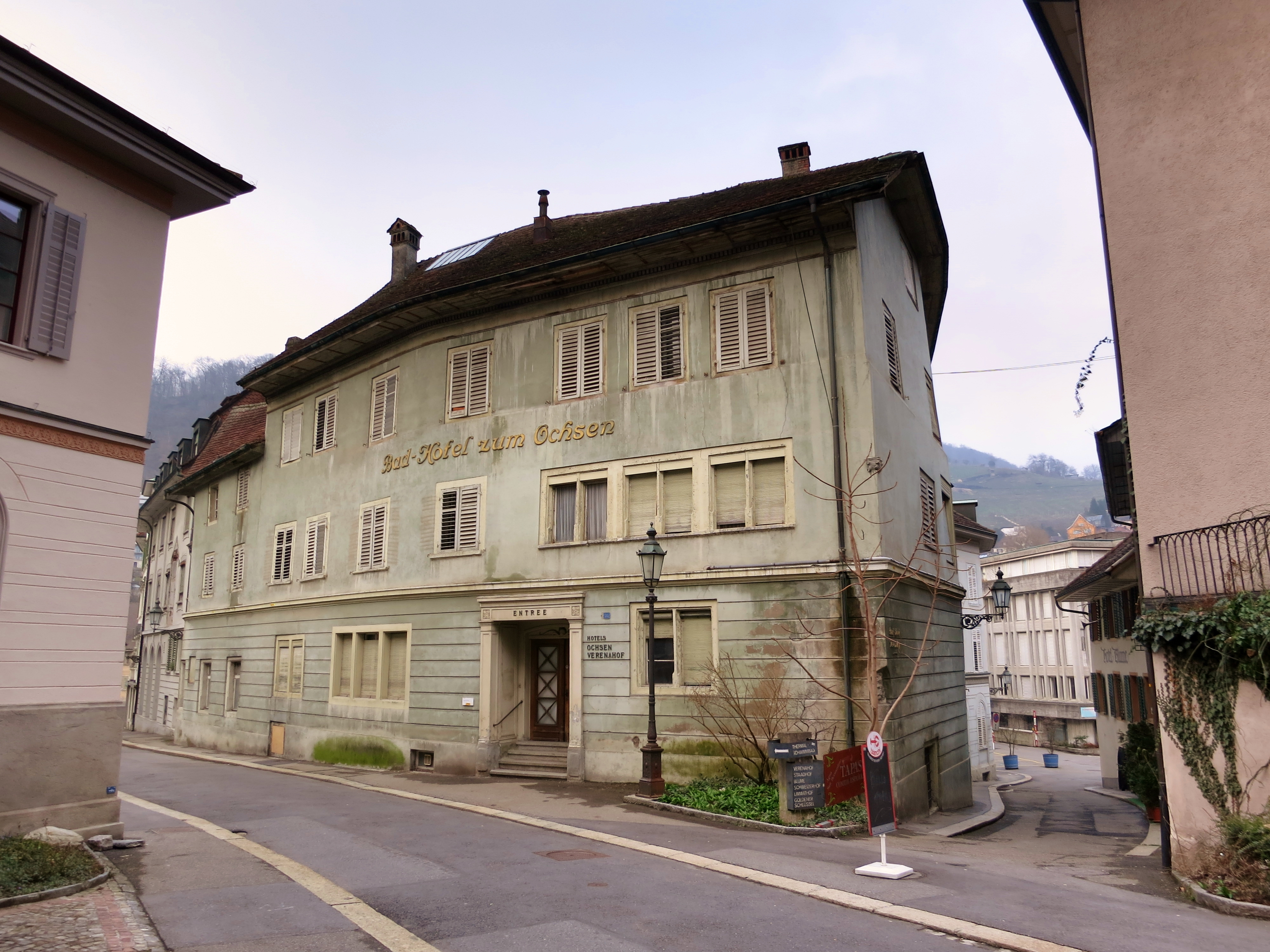
Hotel Ochsen

Ansicht aus dem Jahr 1875

Das Hotel Ochsen ist ein ehemaliges Hotel in Baden im Kanton Aargau. Es steht an der Bäderstrasse im Bäderquartier und ist ein Kulturgut von regionaler Bedeutung.

## Gebäude
Der spätgotische Kernbau des dreiteiligen Gebäudekomplexes ist ein dreigeschossiges Gebäude mit einem weit gespannten und tief heruntergezogenem Walmdach. Während die untere Partie gemauert ist, bestehen die oberen Geschosse aus verputztem Fachwerk. Das Erdgeschoss wurde um 1900 mit einem Fugenschnitt verziert. Es besitzt ein zierliches klassizistisches Pfeilerportal aus der Zeit um 1850. Von älteren Bauteilen des Hauses übernommen wurden eine Maskenkonsole und eine Löwenkopfskulptur an der Südseite des Hauses. Zahlreiche bauliche Eingriffe haben das Innere des Gebäudes markant verändert. Der «Ochsensalon» im ersten Obergeschoss besitzt spätgotische Säulen zur Unterteilung von segmentbogigen Fensternischen, die Wände sind mit Täfer verkleidet. Im Saal steht ein Louis-seize-Ofen, dessen Kacheln mit Pflanzenmotiven verziert sind.

## Geschichte
Von 2010 bis 2012 durchgeführte archäologische Untersuchungen erbrachten den Nachweis der Existenz eines Badehauses aus dem 13. oder frühen 14. Jahrhundert. Die erste Erwähnung des Gasthauses «zum Roten Ochsen» erfolgte Ende des 14. Jahrhunderts. Im Jahr 1569 ereignete sich ein Grossbrand, der sowohl dieses Gasthaus als auch den benachbarten Bären zerstörte. Der daraufhin errichtete Neubau ist im Kern des heutigen Gebäudes erhalten geblieben. Über die Jahrhunderte wuchs der Ochsen aus drei benachbarten, eng aneinanderliegenden Häusern zusammen. Der im Jahr 1967 für den gesamten Gebäudekomplex erteilte Denkmalschutz wurde 1989 auf den spätgotischen Kernbau beschränkt, der jedoch integral geschützt bleibt. Seit der Einstellung des Hotelbetriebs im Jahr 2004 stand das Gebäude leer.
Es bestanden Pläne, die Hotels Bären, Ochsen und Verenahof abzubrechen und durch ein Thermalbad zu ersetzen. Das Vorhaben stiess auf starken Widerstand und scheiterte 2005 endgültig. Seit 2009 wird ein anderes Konzept verfolgt: Die genannten Hotels sollen im Innern miteinander verbunden und zu einer Rehabilitationsklinik mit 78 (später 73) Zimmern und einem Restaurant umgestaltet werden, wobei die denkmalgeschützten Teile erhalten bleiben. Nach dem Erhalt der Baubewilligung im April 2016 begann die Umsetzung des von Mario Botta geplanten Vorhabens, das auch den Neubau eines Thermalbads und eines Ärzte- und Wohnhauses in der unmittelbaren Nachbarschaft beinhaltet, im Frühjahr 2018. Durch zusätzliche Arbeiten während des Rückbaus neuerer Einbauten und der aufwändigen Sanierung der alten Bausubstanz verzögert sich die Inbetriebnahme der Klinik bis ins Jahr 2022.[veraltet]
Bei der zweiten Etappe der Ausgrabungen im Bäderquartier von 2017 bis 2021 fanden die Archäologen im mittelalterlichen «Ochsenkeller» im Untergeschoss des Gasthofs Ochsen römisches Mauerwerk und ein mittelalterliches Badehaus über der Paradiesquelle. Die mittelalterlichen Bäder stehen teilweise direkt auf den römischen Mauern, die zu einem römischen Badebecken oder Quellheiligtum gehört haben. Arkaden und Gewölbe stammen aus dem späten 16. Jahrhundert. Mit den Funden aus verschiedenen Epochen bekommt die historische Bedeutung des Ochsens eine neue Dimension.

## Dépendance
Auf der gegenüberliegenden Strassenseite steht die Dépendance des Hotels Ochsen. Das feingliedrige klassizistische Gebäude mit flach geneigtem Walmdach wurde 1845 durch Joseph Caspar Jeuch erbaut, am Standort des 1518 erstmals erwähnten «Kleinen Ochsen». Die Hauptfassade des zweigeschossigen, verputzten Bauwerks besitzt fünf Achsen und wird von zwei Eckrisaliten eingerahmt. Für eine weitere Akzentuierung sorgen stilisierte Palmettenfriese im fein profilierten Gurtgesims, Reliefs in den Brüstungsfeldern der Eckrisalite sowie Medaillons in den Bogenzwickeln der Mittelpartie. Das seit 1967 denkmalgeschützte Gebäude wurde 2010 renoviert und wird seither für Büronutzungen verwendet.